# Mouraria

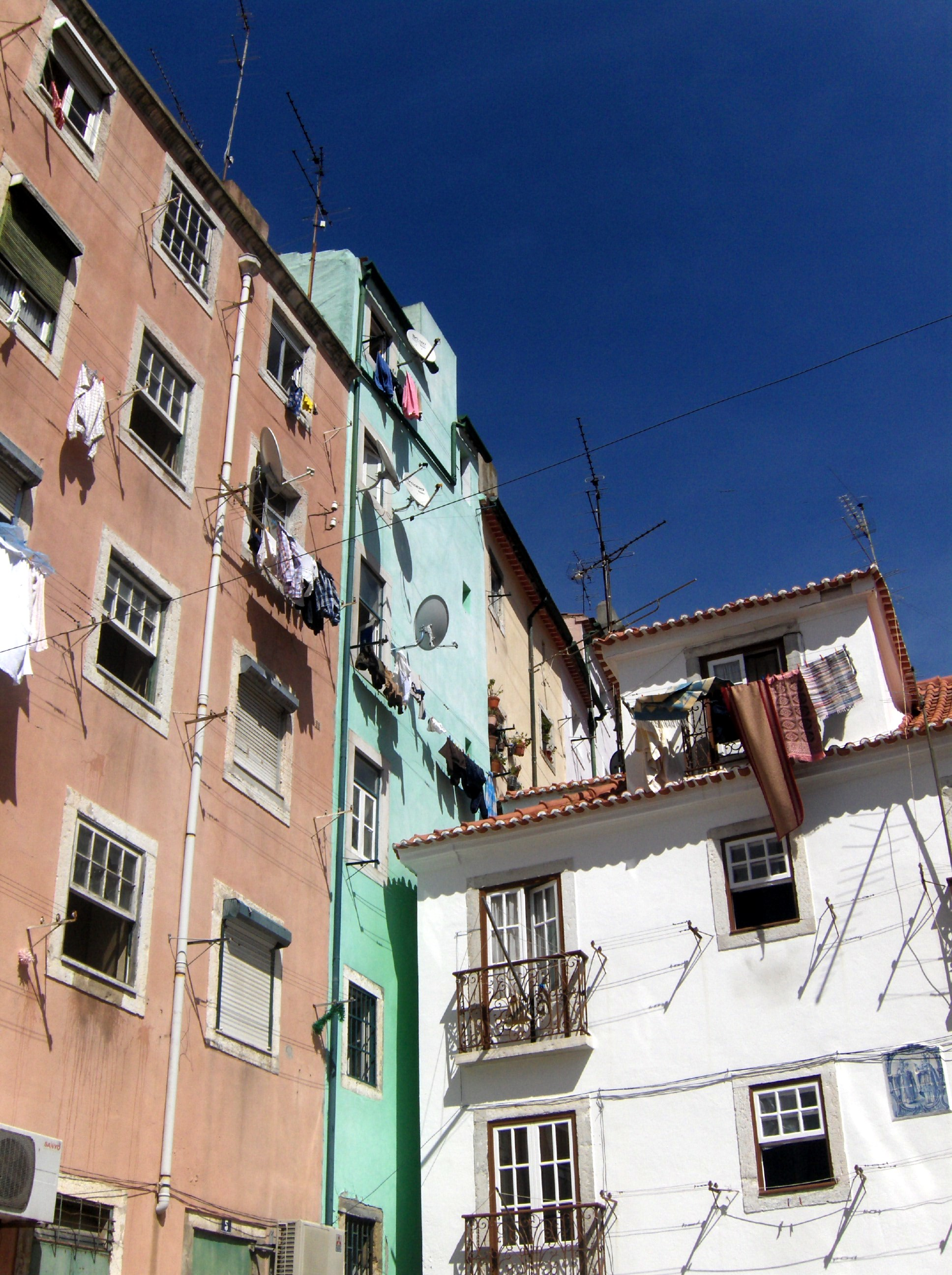
Beco dos Três Engenhos, an der Rua do Capelão

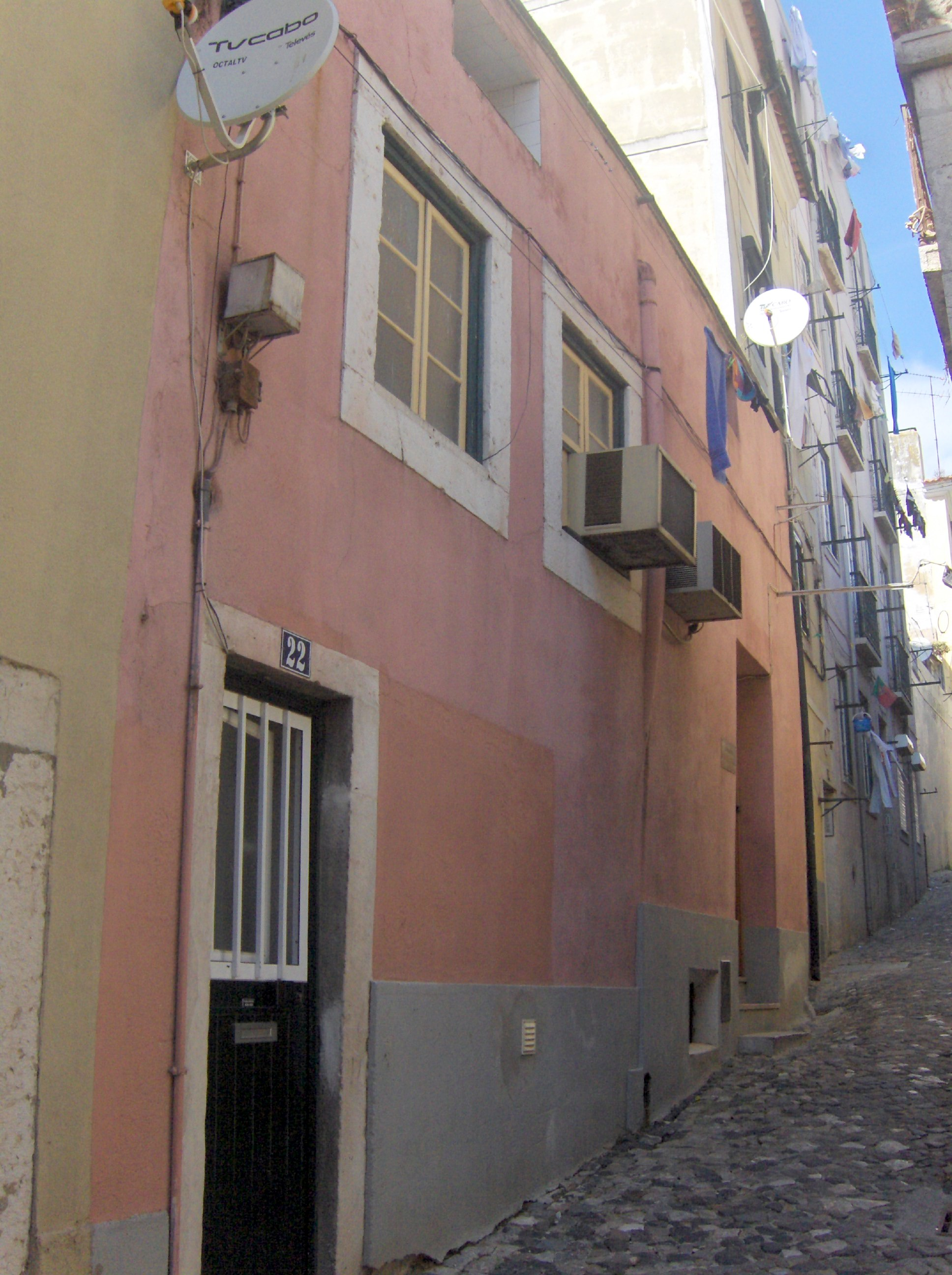
Das Haus, in dem Mariza eine Zeit wohnte

Mourarias (portugiesisch) bzw. Morerías (spanisch), übersetzt etwa Maurenviertel, waren von Spaniern und Portugiesen im Mittelalter eingerichtete Viertel für die unterworfene maurische Bevölkerung andalusischer Städte. Im Rahmen der christlichen Eroberung und Neubesiedlung wurden die Muslime meist nach außerhalb der Stadtmauern umgesiedelt. Mit der Ausweisung der Mauren (port.: Mouros) zu Beginn des 17. Jahrhunderts und der Ausdehnung der Stadtgebiete verschwanden die Maurenviertel, und nur in wenigen Städten Spaniens bzw. Portugals erinnert noch der Name daran (z. B. in Albaicín, Alcalá de Henares, Beja, Calatayud, Constantina, Córdoba, Granada, Lissabon, Madrid, Mérida, Molina de Aragón, Moura, Onda, Sevilla, Valencia …). Die bekannteste Mouraria ist jene in Lissabons Stadtbezirk Socorro.

## Mouraria von Lissabon
Koordinaten: 38° 43′ N, 9° 8′ W
Hatten vor 1147 christliche Mozaraber und muslimische Mauren (Araber und Berber) innerhalb der Stadt zusammengelebt, so wurden die maurischen Einwohner nach der portugiesischen Eroberung aus ihren traditionellen Stadtvierteln vertrieben und durften sich nur noch außerhalb der Stadtmauern niederlassen und dort Gewerbe treiben. Die dort neuentstandenen Siedlungen entlang der Rua Mouraria wurden 1596 zum Distrikt São Sebastião da Mouraria zusammengefasst, der dann ab 1646 Nossa Senhora do Socorro hieß.
Die Mouraria liegt unterhalb des Castelo de São Jorge und gehört, wie die auf der anderen Burgseite gelegene Alfama, zu den wenigen Vierteln, die im Erdbeben von Lissabon 1755 nicht zerstört wurden. Trotz einiger städtebaulicher Maßnahmen des Estado Novo-Regimes in den 1940er bis 60er Jahren ist das von engen Gassen geprägte alte Viertel heruntergekommen und eines der ärmsten Viertel der Stadt, dort wohnen verhältnismäßig viele Ältere und weniger wohlhabende Menschen. In seiner Geschichte hat das Viertel immer wieder Zuwanderungswellen erlebt, zuletzt durch Afrikaner und Chinesen. Das traditionell multikulturelle Viertel wird teilweise restauriert.
Die touristisch bekannte Linie 28E der Straßenbahn Lissabon fährt durch die Mouraria, die als Geburtsort des heutigen Fados gilt. Die erste stilprägende Fado-Sängerin, Maria Severa, wurde 1820 dort geboren, vermutlich in der Rua do Capelão. Auch die Sängerin Amália Rodrigues, die in der Pena-Gemeinde gegenüber registriert war, lebte dort; Ai, Mouraria hieß eines ihrer bekanntesten Lieder. Später lebten noch viele andere Fado-Sängerinnen wie Mísia oder Kátia Guerreiro dort, und auch die Fado-Sängerin Mariza lebte eine Zeit in der Mouraria, in der Travessa dos Lagares. Zudem trägt eine Lissaboner Fado-Band den Namen Mouraria.